# Tatabányai Multifunkcionális Sportcsarnok
A Tatabányai Multifunkcionális Sportcsarnok egy 2022-ben átadott sportcsarnok Tatabányában. A sportcsarnok fontos szerepet tölt be a megyeszékhely sportéletében (kézilabda, kosárlabda, röplabda, tenisz, vívás, cselgáncs) és a rendezvényszervezés tekintetében is.

## Története
A magyar kormány 2017-ben kiadott határozatában 15 milliárd 184 millió forintot szánt a csarnok építésére. 2019-re a beruházás becsült ára nettó 19,2 milliárd forintra nőtt. A 2019-ben megjelent újabb kormány határozatban 24 milliárd 256 millió forintot különítettek el az építésre. A hirdetmény nélküli közbeszerzési eljáráson a Fejér-B.Á.L. Zrt. és az Épkar Zrt. konzorciumának 22,9 milliárd forintos ajánlatát fogadták el.
Az aréna alapkövét 2020. január 29-én tették le és az építkezés februárban indult el. Decemberben emelték be az aréna első főtartóját. 2021 februárjában az aréna elérte az 50 százalékos műszaki készültséget.
2021 júliusában a tatabányai képviselő testület nem vállalta, hogy átveszi a csarnok vagyonkezelését. A város nem látta biztosítottnak, hogy ki tudja gazdálkodni a BMSK Zrt. által évi 1 milliárd forintra becsült fenntartási költséget (250 millió dologi, 100 millió bér,    300-500 millió felújítási tartalék). Az önkormányzat két lezárt gazdasági év után felülvizsgálja a döntését.
Az ünnepélyes átadásra 2022. január 12-én került sor, az épületet Kocsis Máté, a Magyar Kézilabda Szövetség elnöke, Kontra Zsolt, a Grundfos Tatabánya KC technikai vezetője, Ilyés Ferenc, a Grundfos Tatabánya KC menedzsere, Marosi László, a Grundfos Tatabánya KC elnöke, Juhász Roland, az állami vagyongazdálkodásért felelős államtitkár, Bencsik János, a térség fideszes országgyűlési képviselője és Bardóczy Gábor, a 2022-es férfi kézilabda-Európa-bajnokság kormánybiztosa avatta fel. Multifunkcionalitásában kiemelt szerepet játszik, hogy a küzdőtéren kívül egy jelentős méretű, akár 20 pástot befogadó vívóterem is található, ami tovább bővíti az épület felhasználásának lehetőségeit. 
A sportcsarnok a 2022-es férfi kézilabda-Európa-bajnokság tartalékhelyszíne volt. Az első mérkőzést 2022. február 5-én a Tatabánya játszotta a Veszprém ellen.

## Megközelítése
- gépkocsival (a látogatók részére 500 parkolóhely áll rendelkezésre az őrzött parkolóban)
- Az épületbe az Olimpikon utca felől, illetve a parkolóhelyből lehet bejutni.

## Események
- 2023. február 3–4. Magyarország–Franciaország Davis-kupa mérkőzés
- 2023. április 23. Magyar női kézilabdakupa döntő
- 2024. február 2–3. Magyarország–Németország Davis-kupa mérkőzés
- 2024. március 10. Magyar női kézilabdakupa döntő
- 2024. március 14–17. 2024-es férfi kézilabda olimpiai selejtezőtorna

### Jövőbeli események
- 2027-es női kézilabda-világbajnokság